# Балкански рат у слици и речи
Балкански рат у слици и речи је илустровани лист из 1913. године са тематиком о ратним догађајима из Првог и Другог балканског рата. Издавач и уредник био је Душан Шијачки. Седиште илустрованог листа било је у Улици краља Милана 8, на Теразијама у Београду.
Лист је доносио текстове и слике о балканским ратовима и представља значајан историјски извор за проучавање тог периода. Осим информативних текстова, лист је имао и велики број фотографија. Слике приказују пејзаже, градове и портрете војника и војсковођа, али и обичних људи.

## О новинама
Oбјављенo je 40 бројева илустрованог листа који је излазио сваке недеље, од 20. јануара до 20. децембра 1913, сваки број по цени од 20 пара, на 16 страна, што је укупно 640 новинских страна.(COBISS)

### Издања

#### Репринт издање
После првог издања 1913. године је поново изашло друго издање 1922. године. Друго издање ове публикације није било самостално, већ је публиковано као трећа свеска Видов дана у поднаслову: Илустрована историја српских ратова 1912-1920. Издавач репринт издања је Српски генеалошки центар из Београда. Уредник репринт издања је Милић Ј. Милићевић

#### Фототипско издање
Фототипско издање је изашло 1990. године. Илустровани лист Балкански рат у слици и речи је мало познат широј јавности из једноставног разлога што је већ 1914. године избио Први светски рат, па су многи примерци током аустријске и немачке окупације уништени.
| „ | После рата епопеја балканских ратова је уступила место епопеји Првог светског рата. У бомбардовању Београда 1941. године нешто сачуваних комплета уништено је у Народној библиотеци... Издајемо га због свих оних који до ове књиге, нису могли на други начин да сазнају ко су и какви били наши стари, ко нам је био пријатељ, а ко непријатељ. | ” |

## Тематика
У новинама приказани су детаљни описи победа и пораза на ратном фронту, директни дописи новинара и сведока са фронта, аутентичне фотографије, спискови погинулих, делови из Ратних дневника, потресни и патриотски стихови непосредних учесника ратова, изјаве војника и официра, као и галерија идеализованих натприродних јунака и ситуација које чине митологију балканских ратова. Ценећи чојство и јунаштво, као изузетне људске вредности, своје место на страницама часописа добили су и портрети војника других народа - Бугара, Албанаца и Црногораца.

## Читаоцима
| „ | Наш уредник провео је прошлу недељу на путу по новој Србији ради прикупљања слика и материјала за лист, те због тога број у прошлу недељу није изашао. "Балкански рат у слици и речи" који је сад једини српски илустровани лист, излазиће убудуће, као и до сада, уредно сваке недеље са особито лепим сликама и занимљивом садржином | ” |

## Галерија
- 14. април 1913.
- 25. децембар 1913.